# Jan Minimund
Jan Minimund herbu Oksza, właściwie Minimund  (ur. w XIV w., zm. w XV w.) – bojar żmudzki, adoptowany podczas unii horodelskiej (1413).
Nosił nazwisko patronimiczne Seśnikowicz.

## Życiorys
Minimund po przyjęciu chrztu, przyjął chrześcijańskie imię Jan. 

W 1413 roku podczas unii horodelskiej doszło do przyjęcia przez polskie rodziny szlacheckie, bojarów litewskich wyznania katolickiego (tzw. adopcja herbowa). Jednym z ważniejszych dowodów tamtego wydarzenia jest istniejący do dziś dokument, do którego przyczepione są pieczęcie z wizerunkami herbów szlacheckich.

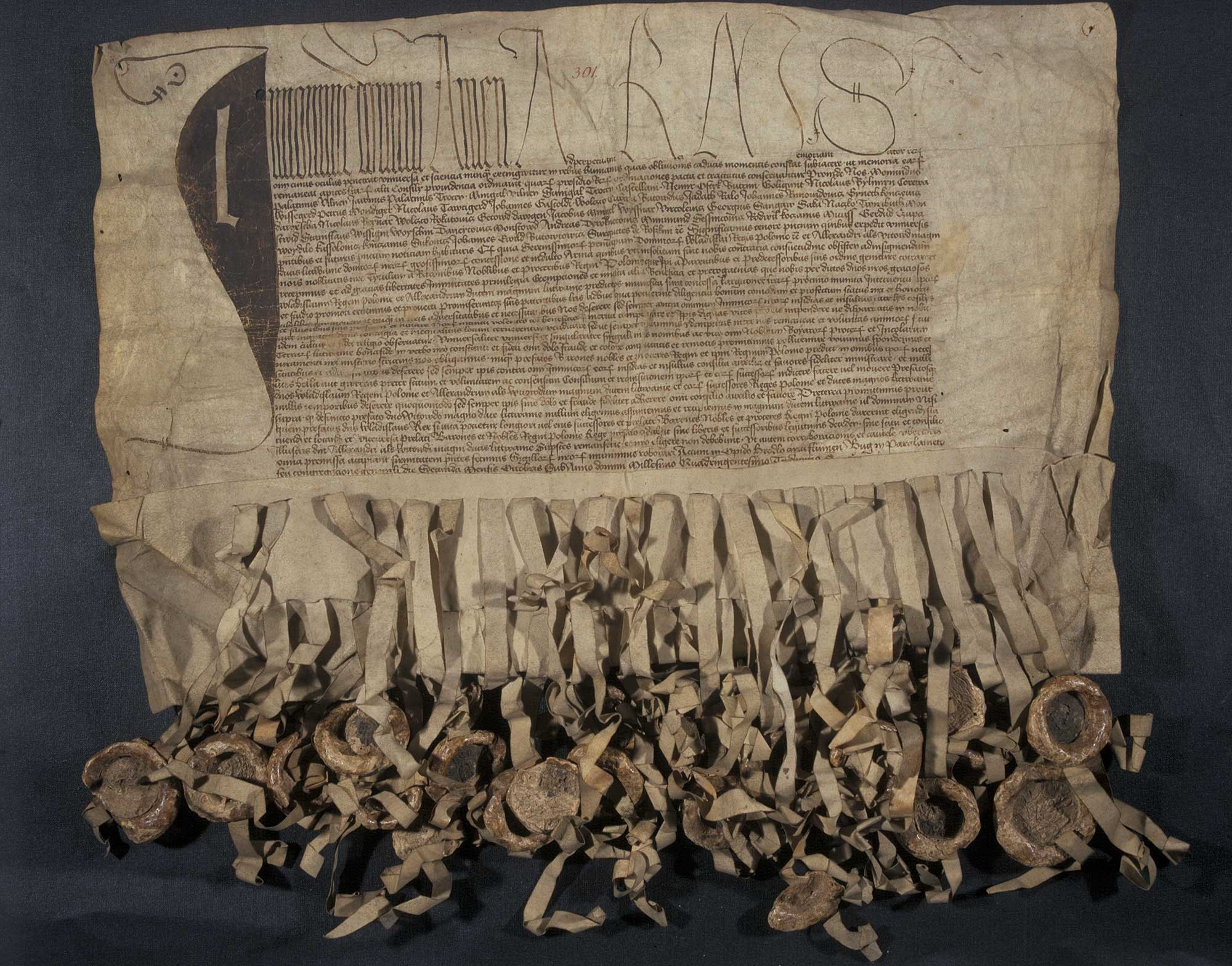
Dokument unii horodelskiej z 1413 roku z przyczepionymi pieczęciami

Z dokumentu dowiadujemy się o istnieniu Minimunda, który został adoptowany przez przedstawicieli Okszów. 
W tym samym roku brał udział w poselstwie żmudzkim, składając na zamku trockim świadectwo w sprawie granic żmudzko–krzyżackich.

### Życie prywatne
Z uwagi na ówcześnie popularne w Wielkim Księstwie Litewskim nazwiska patronimiczne (czyli nazwiska utworzone na podstawie imienia ojca), można by sądzić, że występujący w dokumentach historycznych w XV w., Kimont Minimontowicz, jest synem omawianego Jana Minimunda. Należy jednak wziąć pod uwagę, że inny Minimont, syn Kłowzgajła, żyje w połowie XV w. na Żmudzi.
Z uwagi na nazwisko patronimiczne – Seśnikowicz – można stwierdzić, że jego ojciec miał na imię Seśnik.